# Christoph Bareither
Christoph Bareither (* 1982 in Böblingen) ist ein deutscher Empirischer Kulturwissenschaftler/Kulturanthropologe und seit Oktober 2021 Professor für Empirische Kulturwissenschaft am Ludwig-Uhland-Institut für Empirische Kulturwissenschaft mit Schwerpunkt Digitale Anthropologie am Ludwig-Uhland-Institut für Empirische Kulturwissenschaft an der Universität Tübingen.

## Ausbildung und akademische Laufbahn
Bareither absolvierte von 2006 bis 2012 ein Magisterstudium an der Universität Tübingen in den Fächern Empirischer Kulturwissenschaft und Neuere deutscher Literaturwissenschaft. 2012 promovierte er mit seiner Dissertation „Ludisch-virtuelle Gewalt. Facetten eines Vergnügens“ an der Universität Tübingen. In den Jahren 2009 bis 2010 war er als Teaching Assistant an der University of North Carolina at Chapel Hill (USA) tätig.
Von 2016 bis 2017 war Bareither als Wissenschaftlicher Mitarbeiter (Post-Doc) am Ludwig-Uhland-Institut für Empirische Kulturwissenschaft an der Universität Tübingen tätig. Von 2017 bis 2021 war er Juniorprofessor für Europäische Ethnologie mit dem Schwerpunkt Medienanthropologie am Institut für Europäische Ethnologie und am „Centre for Anthropological Research on Museums and Heritage“ (CARMAH) an der Humboldt-Universität zu Berlin.

## Forschungsschwerpunkte
Bareithers Forschungsschwerpunkte liegen im Bereich der Empirischen Kulturwissenschaft, insbesondere der Digitalen Anthropologie und der Medienanthropologie.

## Auszeichnungen
Im Jahr 2016 erhielt Bareither den Deutschen Studienpreis für seine Dissertation „Gewalt im Computerspiel: Facetten eines Vergnügens“.